# Man o' War
Man o' War, också känd som Big Red var en framgångsrik amerikansk galopphäst. Som tvååring förlorade han enbart ett av de lopp han ställdes upp i. Skötare till Man o' War hävdar till och med att hästen hade mardrömmar om sin förlust och därefter aldrig förlorade igen. Man o' War dog av en hjärtattack 1947 och begravdes i Kentucky Horse Park där han även hedrades med en staty och hans begravning, med över 2000 deltagare, sändes även via radio. Man o' War blev farfar till Seabiscuit.

## Historia
Man o' War föddes den 29 mars år 1917 efter hingsten Fair Play och undan stoet Mahubah. Han föddes på Nursery Stud i Lexington i Kentucky och föddes upp av majoren August Belmont II. August Belmont var då mest känd som den man som byggde Belmont Park, den bana där Belmont Stakes går varje år. Belmont Stakes är ett av loppen som ingår i de tre löp som krävs för att vinna Triple Crown-titeln. August Belmonts fru Eleanor Robson Belmont döpte alltid sin makes hästar och så även det nya fölet som då döptes till Man o' War, från början My Man o' War som en ära till sin mans deltagande i första världskriget.
Man o' Wars farfar, hingsten Hastings var väl känd för att vara en av de mest svårridna och temperamentsfulla galopphästarna under sin tid och var känd för att kunna bita sina motståndare. Även Man o' War hade ärvt lite av detta temperament men istället för att bita sina motståndare drev han sina skötare till skratt när han istället bet på sina hovar, en ovana som förbryllade många som hade hand om hingsten. Man o' War blev även känd för att han aldrig fick uppnå sin fulla potential då han alltid hölls tillbaka något i loppet på grund av sitt temperament. Ägaren Samuel Riddle var själv så förtjust i hingsten att han tackade nej till flera erbjudanden, bland annat en check på en miljon dollar. Samuel ska då ha sagt att "många män har en miljon dollar men bara en kan äga Man o' War". Riddle blev då erbjuden en blank check men tackade nej igen med yttrandet "Åk till Frankrike och för hit Napoleons grav. Åk till Indien och köp Taj Mahal. Då sätter jag ett pris på Man o' War." 
Man o' War blev även en stor turistattraktion och lockade tusentals fans till Farawy Farm i Kentucky för att de skulle få se hingsten och höra försteskötaren Will Harbut berätta historier om champion-hingsten. Will Harbut menade själv att hingsten aldrig förlorat ett lopp och påminde någon honom om förlusten mot Upset svarade han bara att han aldrig såg loppet och att det därför var en lögn.
Man o' War dog den 1 november 1947 efter en hjärtattack. Över 2000 människor deltog i hans begravning som även sändes på radion. Man o' War var den första hästen någonsin som balsamerades och han fick en specialtillverkad kista med foder i sina stallfärger svart och guld. Man o' War ligger begravd i den berömda hästparken Kentucky Horse Park där man även rest en staty av hingsten, gjord av konstnären Haseltine.

## Galoppkarriär

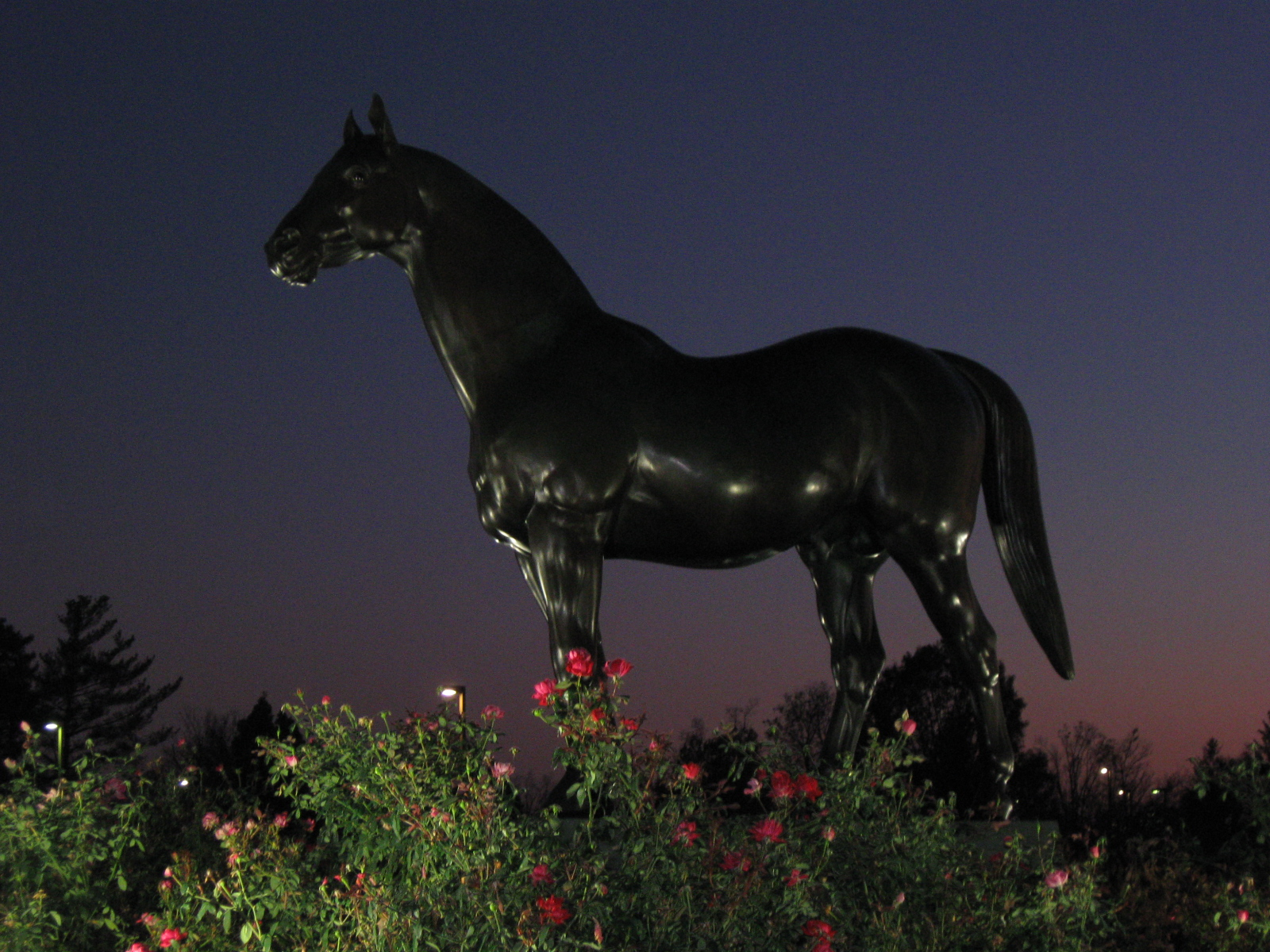
Statyn av Man o' War i Kentucky Horse Park.

Man o' War startades aldrig i något lopp av sin uppfödare utan såldes som ettåring till Samuel Doyle Riddle för ca 5000 dollar. Hingsten startades i sitt första lopp den 6 juni 1919 på sin uppfödares bana Belmont Park och vann loppet med hela sex längder. Man o' War fortsatte vinna alla löp som han startades i, ofta med jockeyn Johnny Loftus på ryggen som var känd för att var kraftigare än många andra jockeys. Man o' Wars första och enda förlust var den 13 augusti 1919 då han ställdes upp i Saratoga Sanford Memorial Stakes, där han fick löpa mot två av sina främsta rivaler, Payne Whitneys Stables Upset och Golden Broom. Man o' War lämnade startboxen mycket sent och när de hann ifatt resten av hästarna gjorde jockeyn Johnny Loftus ett misstag och styrde Man o' War mot innerkanten där de blev instängda mellan resten av startfältet. Man o' War förlorade med enbart en halv längd mot Upset och med nästan 8 kilos extra vikt på ryggen.
Man o' Wars skötare hävdade att Man o' War till och med led av mardrömmar i flera veckor efter förlusten och därför aldrig förlorade ett löp igen. Han fick revansch mot Upset i Grand Union Hotel Stakes där han slog sin rival med en hel längd. 1920 byttes jockeyn Johnny Loftus ut mot Clarence Kummer och han startades i det tuffa Preakness Stakes, men drogs ur Kentucky Derby då han ansågs för ung för att löpa 3-årsloppet. Därmed försvann även Man o' Wars chans till Triple Crown-titeln det året. Däremot slog Man o' War det amerikanska banrekordet det året i Withers Stakes och fortsatte slå rekord i flera löp. Bland annat i Belmont Stakes där han vann med hela 20 längder och slog även den gamla rekordtiden i löpet. Under Lawrenze Realisation lovade man till och med att hålla tillbaka hingsten för att få folk att ställa upp i löpet men Man o' War segrade trots det med över hundra längder. 
Man o' War startades även i Kenilworth Gold Cup som även kallades "The Race of the Century" (århundradets kapplöpning) på Kenilworth Park i Kanada den 12 oktober 1920. Detta löp var det första loppet någonsin att bli helt filmat. Loppet filmades av Edward Mybridge, samma man som 40 år tidigare hade gjort den första filmningen av ett springande djur. Loppet hade en vinstsumma på hela 80 000 dollar och Man o' War skulle startas mot 1919 års Triple Crown-vinnare, Sir Barton. Man o' War bråkade med sin jockey i starten och hamnade därför efter Sir Barton men redan under de första metrarna galopperade han ikapp. Trots att Man o' War inte gjorde sitt bästa i loppet vann han med sju längder och slog rekordet med drygt sex sekunder. 
Man o' War pensionerades sedan från galoppsporten några år innan sin död för att bli avelshingst, men hade då fortfarande inte fått löpa efter sin fulla potential. 

### Man o' War som avelshingst
Man o' War blev inte bara berömd för sin galoppkarriär utan blev även mycket inflytelserik avelshingst. Han fick mer än 64 avkommor som blev championhästar. Han blev far till War Admiral, vinnaren av Triple Crown 1937, samt Battleship som vann den engelska Grand National, 1938. Man o' War blev även far till Hard Tack som senare blev far till den mycket kända galopphästen Seabiscuit.

## Meriter och utmärkelser
- 20 vunna lopp av 21 starter
- En total vinstsumma på ca 249 465 dollar
- Amerikanskt rekord på Belmont Stakes med tiden 2:14 1/5
- Amerikanskt rekord för 1 1/8 mile i Aqueduct Handicap med tiden 1:49 1/5
- Världsrekord för 1 5/8 mile i Lawrenze Realisation med tiden 2:28 4/5
- Ytterligare 4 banrekord.
- Blev invald till "National Museum of Racing and Hall of Fame" 1957.
- Har fått ett lopp, "Man o' War Stakes", till sin ära.
- I galoppsporttidskriftens Top 100-lista över de bästa galopphästarna på 1900-talet valdes Man o' War till nummer ett.

## Stamtavla
| Efter Fair Play Fux, 1905 | Hastings 1893    | Spendthrift 1876   | Australian, 1858      |
| Efter Fair Play Fux, 1905 | Hastings 1893    | Spendthrift 1876   | Aerolite, 1861        |
| Efter Fair Play Fux, 1905 | Hastings 1893    | Cinderella, 1885   | Tomahawk, 1863        |
| Efter Fair Play Fux, 1905 | Hastings 1893    | Cinderella, 1885   | Manna, 1874           |
| Efter Fair Play Fux, 1905 | Fairy Gold 1896  | Bend Or 1877       | Doncaster, 1870       |
| Efter Fair Play Fux, 1905 | Fairy Gold 1896  | Bend Or 1877       | Rouge Rose, 1865      |
| Efter Fair Play Fux, 1905 | Fairy Gold 1896  | Dame Masham 1889   | Galliard, 1880        |
| Efter Fair Play Fux, 1905 | Fairy Gold 1896  | Dame Masham 1889   | Pauline, 1883         |
| Undan Mahubah Brun, 1910  | Rock Sand 1900   | Sainfoin 1887      | Springfield, 1873     |
| Undan Mahubah Brun, 1910  | Rock Sand 1900   | Sainfoin 1887      | Sanda, 1878           |
| Undan Mahubah Brun, 1910  | Rock Sand 1900   | Roquebrune 1893    | St.Simon, 1881        |
| Undan Mahubah Brun, 1910  | Rock Sand 1900   | Roquebrune 1893    | St. Marguerite, 1879  |
| Undan Mahubah Brun, 1910  | Merry Token 1891 | Merry Hampton 1884 | Hampton, 1872         |
| Undan Mahubah Brun, 1910  | Merry Token 1891 | Merry Hampton 1884 | Doll Tearsheet, 1877  |
| Undan Mahubah Brun, 1910  | Merry Token 1891 | Mizpah 1880        | Macgregor, 1867       |
| Undan Mahubah Brun, 1910  | Merry Token 1891 | Mizpah 1880        | Sto e:Underhand, 1863 |